# Carrizal de las Vigas
Carrizal de las Vigas är en ort i Mexiko.   Den ligger i kommunen Del Nayar och delstaten Nayarit, i den centrala delen av landet, 600 km nordväst om huvudstaden Mexico City. Carrizal de las Vigas ligger 535 meter över havet och antalet invånare är 231.
Terrängen runt Carrizal de las Vigas är bergig österut, men västerut är den kuperad. Runt Carrizal de las Vigas är det mycket glesbefolkat, med 5 invånare per kvadratkilometer. Närmaste större samhälle är Tutuyecuamama, 7,6 km öster om Carrizal de las Vigas. I omgivningarna runt Carrizal de las Vigas växer huvudsakligen savannskog.